# Samsung Galaxy S Advance
Samsung GT-I9070 Galaxy S Advance (còn được gọi là Galaxy S II Lite) là một điện thoại thông minh Android được công bố vào tháng 1 năm 2012 và phát hành vào tháng 4 năm 2012 như là một biến thể "cải tiến" của phiên bản gốc Galaxy S. Nó có màn hình hiển thị Super AMOLED 4-inch với độ phân giải 480 x 800 pixels và mật độ điểm ảnh 233-ppi, bộ xử lý lõi kép 1 GHz bới bộ nhớ RAM 768MB, máy ảnh trước 5 MP tự động lấy nét và máy ảnh sau 1.3 MP để gọi video hay chụp ảnh selfie. Thiết bị này xuất xưởng với Android 2.3.6 (Gingerbread) nhưng có thể được chính thức nâng cấp lên Android 4.1.2 (Jelly Bean). Bản cập nhật lên Jellybean 4.1.2 cho Samsung Galaxy S Advance được phát hành bởi Samsung, bắt đầu với thị trường Nga vào ngày 7 tháng 1 năm 2013 và sau đó là các thị trường khác ngoại trừ vài thị trường. Bản cập nhật này kèm theo giao diện TouchWiz của Samsung cùng với các tính năng của Jellybean. Người dùng có thể tự cập nhật thông qua Samsung Kies hoặc là Over-The-Air một khi bản cập nhật có mặt ở đất nước họ.